# Grand Prix automobile des États-Unis Est 1982
Résultats du Grand Prix des États-Unis Est de Formule 1 1982 qui a eu lieu sur le circuit urbain de Détroit le 6 juin 1982.

## Classement
| Pos. | No | Pilote             | Écurie          | Tours | Temps/Abandon                      | Grille | Points |
| ---- | -- | ------------------ | --------------- | ----- | ---------------------------------- | ------ | ------ |
| 1    | 7  | John Watson        | McLaren-Ford    | 62    | 1 h 58 min 41 s 043 (125,751 km/h) | 17     | 9      |
| 2    | 25 | Eddie Cheever      | Ligier-Matra    | 62    | + 15 s 726                         | 9      | 6      |
| 3    | 28 | Didier Pironi      | Ferrari         | 62    | + 28 s 077                         | 4      | 4      |
| 4    | 6  | Keke Rosberg       | Williams-Ford   | 62    | + 1 min 11 s 976                   | 3      | 3      |
| 5    | 5  | Derek Daly         | Williams-Ford   | 62    | + 1 min 23 s 757                   | 12     | 2      |
| 6    | 26 | Jacques Laffite    | Ligier-Matra    | 61    | + 1 tour                           | 13     | 1      |
| 7    | 17 | Jochen Mass        | March-Ford      | 61    | + 1 tour                           | 18     |        |
| 8    | 29 | Marc Surer         | Arrows-Ford     | 61    | + 1 tour                           | 19     |        |
| 9    | 4  | Brian Henton       | Tyrrell-Ford    | 60    | + 2 tours                          | 20     |        |
| 10   | 16 | René Arnoux        | Renault         | 59    | + 3 tours                          | 15     |        |
| 11   | 20 | Chico Serra        | Fittipaldi-Ford | 59    | + 3 tours                          | 26     |        |
| Nc.  | 15 | Alain Prost        | Renault         | 54    | Non classé                         | 1      |        |
| Abd. | 12 | Nigel Mansell      | Lotus-Ford      | 44    | Moteur                             | 7      |        |
| Abd. | 8  | Niki Lauda         | McLaren-Ford    | 40    | Collision                          | 10     |        |
| Abd. | 3  | Michele Alboreto   | Tyrrell-Ford    | 40    | Accident                           | 16     |        |
| Abd. | 23 | Bruno Giacomelli   | Alfa Romeo      | 30    | Collision                          | 6      |        |
| Abd. | 11 | Elio De Angelis    | Lotus-Ford      | 17    | Boîte de vitesses                  | 8      |        |
| Abd. | 10 | Eliseo Salazar     | ATS-Ford        | 13    | Accident                           | 25     |        |
| Abd. | 14 | Roberto Guerrero   | Ensign-Ford     | 6     | Collision                          | 11     |        |
| Abd. | 2  | Riccardo Patrese   | Brabham-Ford    | 6     | Collision                          | 14     |        |
| Abd. | 22 | Andrea De Cesaris  | Alfa Romeo      | 2     | Transmission                       | 2      |        |
| Abd. | 31 | Jean-Pierre Jarier | Osella-Ford     | 2     | Panne électrique                   | 22     |        |
| Abd. | 9  | Manfred Winkelhock | ATS-Ford        | 1     | Accident                           | 5      |        |
| Abd. | 18 | Raul Boesel        | March-Ford      | 0     | Collision                          | 21     |        |
| Abd. | 30 | Mauro Baldi        | Arrows-Ford     | 0     | Collision                          | 24     |        |
| Np.  | 32 | Riccardo Paletti   | Osella-Ford     |       | Accident au warm up                | 23     |        |
| Nq.  | 19 | Emilio de Villota  | March-Ford      |       | Non qualifié                       |        |        |
| Nq.  | 1  | Nelson Piquet      | Brabham-BMW     |       | Non qualifié                       |        |        |
| Nq.  | 33 | Jan Lammers        | Theodore-Ford   |       | Non qualifié                       |        |        |

## Pole position et record du tour
- Pole position : Alain Prost en 1 min 48 s 537 (vitesse moyenne : 133,072 km/h).
- Meilleur tour en course : Alain Prost en 1 min 50 s 438 au 45e tour (vitesse moyenne : 130,781 km/h).

## Tours en tête
- Alain Prost : 22 (1-22)
- Keke Rosberg : 14 (23-36)
- John Watson : 26 (37-62)

## À noter
- 4e victoire pour John Watson.
- 28e victoire pour McLaren en tant que constructeur.
- 148e victoire pour Ford-Cosworth en tant que motoriste.
- Cette course qui devait durer 75 tours a été arrêtée après une collision entre l'Ensign-Ford de Roberto Guerrero et la Brabham-Ford de Riccardo Patrese dans le sixième tour. Un second départ fut ensuite donné avec la distance originelle initialement prévue. La course fut toutefois arrêtée au bout de 1 heure 58 avec seulement 62 tours parcourus.
- Le classement final s'est fait par l'addition des temps des deux manches.